# Amauromyza queenslandica
Amauromyza queenslandica är en tvåvingeart som beskrevs av Spencer 1977. Amauromyza queenslandica ingår i släktet Amauromyza och familjen minerarflugor. Inga underarter finns listade i Catalogue of Life.